# Kepler-9 b
Kepler-9 b — одна из трёх экзопланет в системе Kepler-9, открытой телескопом Кеплер. Планета обращается с орбитальным периодом в 19,24 дня вокруг звезды Kepler-9 в созвездии Лиры и является самой большой из трёх планет системы, обнаруженных транзитным методом.
Планета находится в орбитальном резонансе с планетой Kepler-9 c. Масса Kepler-9 b немногим меньше Сатурна, а её радиус составляет примерно 80 % радиуса Юпитера.
Обнаружение планеты было анонсировано 26 августа 2010 года. Система Kepler-9 стала первой, в которой обнаружено более одной планеты, проходящей на фоне звезды.
Изначально существование планеты было подтверждено в рамках программы «Кеплер», позднее благодаря наблюдениям из Обсерватории Кека на Гавайях было установлено, что Kepler-9 b является наибольшей из двух обнаруженных на тот момент планет в системе.
Планета является газовым гигантом, относится к классу горячих юпитеров.